# Battaglia di Hamburger Hill
La battaglia di Hamburger Hill fu la fase culminante dei combattimenti verificatesi tra forze americane e nordvietnamite durante la cosiddetta Operazione Apache Snow, sferrata nella primavera 1969 dal comando statunitense per tentare di soverchiare definitivamente le forze nemiche nella Valle di A Sầu, durante la Guerra del Vietnam. "Apache Snow" fu la quarta e ultima operazione lanciata dagli Stati Uniti per cercare di occupare la regione, al confine tra il Vietnam del Sud e il Laos. Gli scontri più sanguinosi avvennero su quota 937, battezzata in seguito "Hamburger Hill" (lett. "Collina Hamburger") dagli americani per via dei soldati e dei cadaveri statunitensi che, a fine battaglia, erano disseminati e ammucchiati lungo le pendici della collina, quasi affastellati gli uni sopra gli altri appunto come gli strati del tipico panino americano.

## Storia

### Quota 937
Il mattino dell'11 maggio 1969 gli uomini della compagnia B del 3º battaglione del 187º reggimento Fanteria aviotrasportata - a sua volta dipendente dalla 3ª Brigata della 101ª Divisione aviotrasportata americana - scesero dagli elicotteri su quota 937 per quello che avrebbe dovuto essere un semplice lavoro di routine nel quadro delle vaste operazioni previste dalla Apache Snow, quarta grande manovra americana nella Valle di Ashau dopo le operazioni Delaware, Somerset Plain e Dewey Canyon.
La loro missione tuttavia si rivelò presto più difficile del previsto: presi sotto tiro dai razzi e dal fuoco delle armi leggere delle forze nordvietnamite saldamente attestate sulla cima della collina (due battaglioni del 29º reggimento nordvietnamita), gli aviotrasportati si ritirarono più volte giù dalle pendici, venendo respinti con perdite sanguinose a ogni nuovo tentativo di risalire il crinale, nonostante il massiccio supporto di fuoco fornito da aerei, elicotteri e artiglieria. Al calar della sera, più di trenta uomini erano rimasti feriti e dieci di loro erano morti. Furono fatti arrivare gli elicotteri per evacuare i feriti e fu ordinato un altro bombardamento per facilitare la conquista della collina.

### Sanguinosi assalti alla collina

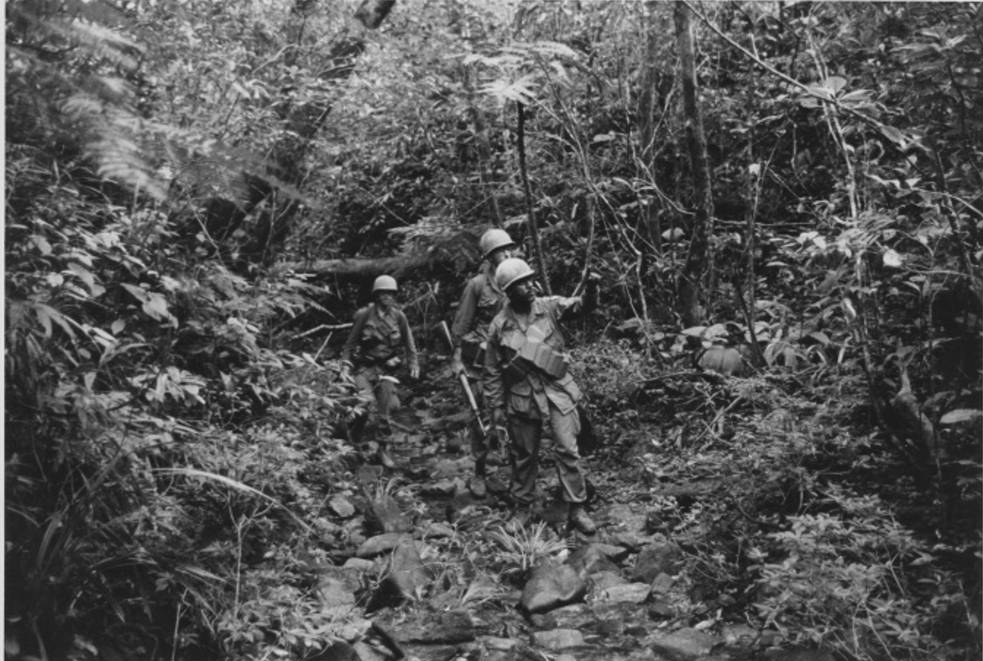
Soldati della 101ª Aviotrasportata in marcia nella giungla, durante le operazioni del 1969.

Il giorno successivo un nuovo attacco in forze della compagnia B, condotto assieme ad altri reparti del 3º battaglione giunti di rinforzo, fu bloccato dal fuoco proveniente dalla fitta rete di bunker e trincee scavate dai nord vietnamiti sulle pendici della collina. Seguì quindi un nuovo intervento dell'aviazione, e poi un nuovo assalto duramente respinto con pesanti perdite: le compagnie B e C vennero quasi decimate. La situazione non migliorò di molto nei giorni seguenti: sotto la guida diretta dell'ostinato comandante del 3º battaglione del 187º reggimento, colonnello Weldon "Blackjack" Honeycutt (ufficiale coraggioso - venne ferito tre volte durante la battaglia - ma particolarmente rigido e dalle concezioni tattiche convenzionali) gli aviotrasportati vennero continuamente lanciati all'assalto in salita lungo le pendici della collina, con pochi risultati e perdite inutili.
Un attacco in forze, sferrato il 15 maggio congiuntamente dal 3º e dal 1º battaglione del 187º reggimento, giunse in vista della cima di quota 937 quando improvvisamente un elicottero, per errore, aprì il fuoco contro i soldati americani con razzi pesanti e mitragliatrici, causando gravissime perdite. Venne ordinata un'altra ritirata in attesa di ulteriori rinforzi della 3ª brigata, mentre il morale dei soldati crollava a livelli minimi (fino quasi al punto dell'ammutinamento).
Il 20 maggio un massiccio assalto condotto contemporaneamente da tutti e quattro i battaglioni del 187º reggimento aviotrasportato giunse fino a distanza ravvicinata, e permise di travolgere le posizioni nemiche e di conquistare ciò che restava della sommità di Hamburger Hill. Nel corso della battaglia, gli americani avevano subito perdite particolarmente sanguinose: 72 morti e 400 feriti; vennero individuati 630 corpi di soldati nemici morti sul terreno e nelle colline circostanti il campo di battaglia.

### Conseguenze
Quel che più impressionò l'opinione pubblica in patria fu che dopo così pesanti combattimenti e dopo aver reso sicuro il perimetro di quota 937, le forze statunitensi abbandonarono dopo pochi giorni l'altura che avevano così faticosamente conquistato, ritenuta in realtà di scarso rilievo strategico. I generali statunitensi cercarono di giustificare le loro azioni affermando che le tattiche delle missioni "search and destroy" non si basavano sulla conquista permanente del territorio ma sulla distruzione fisica del maggior numero di nemici possibile. Sulla collina si riteneva di aver individuato rilevanti forze nemiche che quindi divenivano un bersaglio e un obiettivo da attaccare e annientare. Queste concezioni tattiche erano poco comprensibili per l'opinione pubblica legata al ricordo delle avanzate liberatrici delle truppe alleate nella seconda guerra mondiale; esse inoltre risultavano particolarmente costose in perdite umane per i reparti americani inviati ad attaccare reparti nemici saldamente schierati su posizioni facilmente difendibili.
Nei giorni successivi, venne pubblicato un servizio della rivista Life con l'elenco e le foto di 242 soldati americani caduti in Vietnam nell'ultima settimana. Molte persone in patria, credendo erroneamente che si trattasse di tutti i soldati morti solo ad Hamburger Hill e non anche nelle altre aree del Vietnam, fecero esplodere la polemica negli Stati Uniti in modo sicuramente più accesa di quanto ci si potesse aspettare: il presidente Nixon dovette ordinare al comandante in capo del MACV, generale Creighton Abrams, di ridurre la portata delle operazioni, di sospendere le costose e inutili offensive per rastrellare i "santuari" comunisti, e di passare da una strategia di "pressione massima" sulle forze nemiche (sul tipo delle tattiche ideate dal predecessore di Abrams, generale Westmoreland) a una cosiddetta strategia di "reazione protettiva".
Venne inoltre accelerato il programma di vietnamizzazione della guerra, diretto a ridurre progressivamente il numero dei soldati americani schierati in Vietnam e a potenziare al massimo le forze armate sudvietnamite. Di fatto, dopo la battaglia di Hamburger Hill, l'Esercito americano non avrebbe più condotto estese operazioni offensive né combattuto grandi e sanguinose battaglie campali in Vietnam.

## Filmografia
- Hamburger Hill: collina 937, diretto da John Irvin (1987) con Dylan McDermott, Tim Quill e Don Cheadle.
- Vietnam in HD E04, quarto episodio del documentario National History